# Холязино
Холя́зино — село в Большемурашкинском районе Нижегородской области России. Административный центр Холязинского сельсовета.

## История
По данным Всесоюзной переписи мелкой (нецензовой, в частности ремесленной) промышленности 1929—1930 годов (по плану, согласованному Центральным статистическим управлением СССР с ВСНХ), село входило в Лубянецкое онучное гнездо по производству онучного сукна, в которое кроме неё входили ещё сёла Лубянцы (оно выступало центральной усадьбой), Папулово, Шахманово, а также деревни Городищи и Чернуха.

## География
Село находится в центральной части Нижегородской области, в зоне хвойно-широколиственных лесов, при автодороге 22К-0162, на расстоянии приблизительно 3 километров к северу от Большого Мурашкина, административного центра района. Абсолютная высота — 148 метров над уровнем моря.
Климат
Климат характеризуется как умеренно континентальный, с коротким тёплым летом и холодной снежной зимой. Среднегодовая температура — 3,4 °C. Средняя температура воздуха самого тёплого месяца (июля) — 16,9 °C (абсолютный максимум — 37 °C); самого холодного (января) — −12,2 °C (абсолютный минимум — −45 °C). Среднегодовое количество атмосферных осадков составляет около 450—550 мм, из которых 387 мм выпадает в период с апреля по октябрь.
Часовой пояс
Село Холязино, как и вся Нижегородская область, находится в часовой зоне МСК (московское время). Смещение применяемого времени относительно UTC составляет +3:00.

## Население
| 1999 | 2002 | 2010 |
| ---- | ---- | ---- |
| 1080 | ↘924 | ↘766 |

Национальный состав
Согласно результатам переписи 2002 года, в национальной структуре населения русские составляли 90 %.

## Достопримечательности
- До середины XX века в селе функционировал православный храм, который был освящён в честь иконы Пресвятой Богородицы, именуемой «Казанская»[14].